# Elaine Summers
Elaine Summers (* 20. Februar 1925 in Perth, Australien; † 27. Dezember 2014 in New York City) war eine amerikanische Choreographin und Filmemacherin und war im Jahre 1962 Mitbegründerin des Judson Dance Theater in New York City.
Summers war eine wegweisende Entwicklerin auf dem Gebiet der Interaktion zwischen Tanz und Film nach 1950. Sie arbeitet auch am Austausch zwischen Tanz und anderen Gebieten wie zum Beispiel dem öffentlichen Raum, Arbeitsleben, Wissenschaft etc. 
Diese Arbeit umfasst Tanz, Improvisation (dance scores), und besonders Filmprojektionen bei Live-Tanz, als auch Tanzfilme und Filmtänze (Filme die als Tänze konzipiert und erlebt werden). Oftmals wird der gesamte Raum in die Aufführung miteinbezogen. 
Auf dem Gebiet der Tanztechnik und der Körperarbeit arbeitet(e) Summers über ihr Studium bei Carola Speads und Charlotte Selver in der verlängerten Tradition von Elsa Gindler. Der Name ihres Ansatzes lautet Kinetic Awareness, auch genannt The Ball Work. 

## Leben und Wirken
Summers wurde in Australien geboren, wuchs aber in Boston, Massachusetts auf. 
In den 1950er Jahren zog sie nach New York City. Dort wurde sie Mitbegründerin der Gruppe, die später unter dem Namen Judson Dance Theater berühmt werden sollte. Kollegen in dieser Gruppe waren unter anderem Yvonne Rainer, Trisha Brown, Steve Paxton und Lucinda Childs.
In den späten 1960er-Jahren gründete Summers die Experimental Intermedia Foundation in New York. Mit ihrer eigenen professionellen Tanzgruppe, der Elaine Summers Dance & Film Company trat sie vielfach in Galerien und auf öffentlichen Plätzen in den Vereinigten Staaten auf (unter anderem mit Energy Changes im Museum of Modern Art in New York City und mit Illuminated Workingman in Buffalo im Staat New York). Weiterhin unternahm sie mehrere Tourneen, unter anderem auch in Italien, England und Österreich (Wien). 2007 fand die Aufführung ihres neuen Stückes Hidden Forest statt, produziert und im Rahmen des Lincoln Center Out of Doors Festivals.
Elaine Summers lebte und arbeitete zuletzt in New York, unter anderem an ihrem Internet-Konzept-Werk Skytime. Sie starb am 27. Dezember 2014 im New Yorker Stadtteil Manhattan an den Folgen eines Sturzes im Alter von 89 Jahren.

## Kinetic Awareness
Kinetic Awareness (englisch kinetic ‚die Bewegung betreffend‘ und awareness ‚Bewusstsein, Aufmerksamkeit‘) ist Name, Ziel, und Methode dieser Arbeit.
Es geht darum, die eigenen Bewegungsmöglichkeiten bewusst zu erforschen und nach eigenen Interesse auszubreiten. Dabei werden auch hohle Gummibälle verschiedener Größen verwendet, die unter den betreffenden Körperteil positioniert werden. Die dadurch konzentrierte Bewegungen der Gelenke in mehrere Richtungen wird dadurch vereinfacht, und gleichzeitig eine selbstgesteuerte Massage des Gewebes ermöglicht. Ein besonders tiefes Entspannen wird ermöglicht und (unbewusst) festgehaltene Spannung (frozen tension = eingefrorene Spannung) wieder für den Organismus verfügbar.
In der ersten Phase wird der Körper auf diese Weise erforscht, jedes einzelne Körperteil auf seine ureigenen Artikulationsmöglichkeiten hin untersucht und trainiert. In den folgenden Phasen dieser Arbeit wird dieses Bewusstsein auf mehrere Körperteile gleichzeitig angewendet, Ganzkörpersysteme wie Atmung und Blut/Lymphkreislauf erforscht. In der dritten Phase wird bei der niedrigst möglichen Spannung ein Maximum an Geschwindigkeit herausgebildet, in der vierten Spannungsniveaus willentlich gesteuert und differenziert. In der fünften Phase folgt schließlich der Austausch mit anderen Tänzern/Bewegern und der Umgebung. 
Elaine Summers gründete zusammen mit durch sie ausgebildeten Lehrern 1987 das Kinetic Awareness® Center, eine Organisation zur Erforschung und Erziehung in Bewegungskünsten und -wissenschaften. Durch diese Organisation werden auch Lehrer ausgebildet, die befugt sind, Kinetic Awareness zu unterrichten. Die meisten Lehrer arbeiten in den Vereinigten Staaten von Amerika, einige in Europa.